# Айзък Бароу
Айзък Бароу (на английски: Isaac Barrow) е английски математик и теолог. Сред приносите му в математиката са нови методи за изчисляване на тангенти. Негов ученик е Исак Нютон, един от основоположниците на математическия анализ.

## Биография
Айзък Бароу е роден през 1630 г. в Лондон, където получава първоначалното си образование. След това постъпва в Тринити Колидж в Кеймбриджкия университет, където преподавател е неговият чичо, също Айзък Бароу. Дипломира се през 1648 г. и на следващата година става преподавател в университета. Бароу кандидатства за професорско място, но през 1655 г. е отстранен по време на преследванията срещу индепендентите. Следващите няколко години пътува във Франция, Италия и дори до Константинопол, като се завръща в Англия през 1659 г.
През 1660 г. Айзък Бароу става професор по старогръцки език в Кеймбридж, от 1662 г. е професор по геометрия в Грешъм Колидж в Лондон, а през 1663 г. става първият Лукасов професор, отново в Кеймбридж. През 1669 г. се оттегля от поста, за да се отдаде на теологията и препоръчва за поста своя ученик Исак Нютон. До края на живота си се занимава главно с теология. През 1670 г. става доктор по богословие, а през 1672 г. - магистър на Тринити Колидж. Той остава на тази длъжност до края на живота си, като сред заслугите му е основаването на библиотеката на колежа.
Освен на трактати в областта на геометрията и оптиката, Бароу е автор и на проповеди, смятани за едни от най-добрите образци на английски език в този жанр. Негови думи са, че „завършеният математик е най-нещастният оратор“.